# Hugh Latimer Dryden
Hugh Latimer Dryden (2 de julio de 1898 – 2 de diciembre de 1965) fue un científico aeronáutico y funcionario estadounidense, Administrador Delegado de la NASA desde el 19 de agosto de 1958 hasta su muerte.

## Biografía
Dryden nació en Pocomoke City, Maryland, hijo de Samuel Isaac y de Nova Hill Culver Dryden, que tomaron el nombre de un popular clérigo metodista local. Durante el pánico financiero de 1907, su padre perdió su trabajo y la familia se trasladó a Baltimore, Maryland.
Como estudiante, Dryden destacó en matemáticas. Estudió en el Baltimore City College, y con 14 años fue el estudiante más joven en graduarse en aquella escuela. Recibió el Premio Peabody a la excelencia en matemáticas. Con una beca, fue admitido en la Universidad Johns Hopkins, graduándose con honores en tan solo tres años. Obtuvo su doctorado en físicas en 1916. Su tesis se titulaba, "Airplanes: An Introduction to the Physical Principles Embodied in their Use" (Aviones: Una Introducción a los Principios Físicos Involucrados en su Uso).
En 1918, Dryden se incorporó al Instituto Nacional de Estándares y Tecnología, convirtiéndose en inspector de medidas. Con la ayuda e influencia de Dr. Joseph Sweetman Ames,  obtuvo su traslado a la división del Túnel del Viento de la agencia, y empezó a recibir cursos de licenciatura de dinámica de fluidos para completar su doctorado. En 1919, con 20 años de edad, obtuvo su grado en físicas y matemáticas de la Universidad Johns Hopkins, siendo la persona más joven hasta entonces en recibir un doctorado de aquella institución. Su tesis versaba sobre las "Air Forces on Circular Cylinders" (Fuerzas del Aire en Cilindros Circulares).
En 1920 fue nombrado director de la División de Aerodinámica de la Agencia Nacional de Estándares, una sección recién creada. Colaborando con el Dr. Lyman James Briggs,  intervino en estudios sobre los alerones al acercarse a la velocidad del sonido. También investigó de forma pionera en aerodinámica los problemas del flujo de aire, de la turbulencia, y especialmente del fenómeno de la capa límite. Su trabajo contribuyó al diseño de las alas del avión de caza P-51 Mustang, así como de otra aeronave construida durante la Segunda Guerra Mundial.
Hacia 1934, Dryden fue nombrado jefe de la oficina de la División Mecánica y del Sonido, y en 1939 fue designado miembro del Comité Asesor Aeronáutico Nacional (NACA).
Con el inicio de la Segunda Guerra Mundial, actuó como consejero de las Fuerzas Aéreas, dirigiendo el desarrollo de la "Bat", una bomba teledirigida por radar exitosamente empleada en combate para hundir un destructor japonés en abril de 1945.
Después de la guerra, Dryden fue nombrado Director de Investigación Aeronáutica del Comité Asesor Aeronáutico Nacional (NACA) en 1946, donde supervisó el desarrollo del North American X-15, un avión cohete utilizado para pruebas e investigación. También estableció programas para el diseño de una aeronave V/STOL, y estudió el problema del reingreso de naves en la atmósfera.
Desempeñó el cargo de Director de la NACA (la institución predecesora de la NASA) desde 1947 hasta octubre de 1958. También intervino en numerosos comités asesores del Gobierno, incluyendo el Comité Asesor Científico al Presidente. Entre 1941 y 1956 fue editor del "Journal of the Institute of the Aeronautical Sciences" (Revista del Instituto de las Ciencias Aeronáuticas). Después de que la NACA se convirtiese en la NASA, fue nombrado su subdirector, cargo que conservó hasta su muerte.
Murió como consecuencia de un cáncer el 2 de diciembre de 1965.
Michael Gorn, historiador jefe del Centro Dryden de Investigaciones de Vuelo de la NASA, describió a Dryden como un hombre tranquilo, reservado, humilde y diligente. Paciente, buen profesor, y eficaz colaborando con los demás. También fue metodista devoto, lo que reforzó su aversión a la autopromoción. Ejerció como ministro laico de su confesión durante toda su vida de adulto. Estuvo casado con Mary Libbie Travers, con quien tuvo cuatro hijos.
El novelista Tom Wolfe escribió en 2009, en el 40.º aniversario del lanzamiento del Apolo 11, reconociendo a Dryden por haber sido la persona que consiguió (con el presidente John F. Kennedy) lanzar el programa Apolo en abril de 1961, y sugirió que el vuelo tripulado a la luna fue la manera de "alcanzar" a los soviéticos en la carrera espacial. Wolfe describe al Presidente Kennedy como "terriblemente preocupado" cuando se reunió con James E. Webb, el administrador de NASA, y con Dryden, su delegado, con el presidente acorralado por el liderazgo soviético en el espacio que había comenzado en 1957 con el Sputnik 1, y que en aquel mes en 1961 habían ampliado al lograr Yuri Gagarin el primer vuelo orbital a la Tierra tripulado. Un mes después de la reunión con Webb y Dryden, el presidente Kennedy anunció el Proyecto Apolo, cuyo objetivo era enviar un hombre a la luna antes de 10 años, objetivo que el Apolo 11 finalmente logró. Según Wolfe., el presidente no reconoció debidamente la contribución de Dryden para fijar este objetivo.
También fue miembro fundador de la Academia Nacional de Ingeniería de los Estados Unidos.
El actor George Bartenieff interpretó a Dryden en la miniserie de televisión De la Tierra a la Luna en 1998.

## Reconocimientos y honores
- El Certificado al Mérito Presidencial.
- Medalla Daniel Guggenheim, 1950.
- Trofeo Conmemorativo Hermanos Wright, 1956.
- Sala Universitaria de la Fama de la Ciudad de Baltimore, 1958.
- Premio a la Carrera de Servicio de la Liga de Servicio Civil Nacional, 1958.
- Medalla Elliott Cresson del Instituto Franklin, 1960.
- Medalla de Oro Langley del Instituto Smithsoniano, 1962.
- Medalla Nacional de Ciencias en Ingeniería, 1965.[3]
- Miembro del Salón de la Fama del Museo de Historia Espacial de Nuevo México en 1969.
- Dieciséis doctorados honorarios.
- Miembro de la Asociación Estadounidense para el Avance de la Ciencia.
- Miembro de la Academia Nacional de Ciencias de Estados Unidos.
- Miembro Fundador de la Academia Nacional de Ingeniería.
- El Centro de Investigación de Vuelo de la NASA fue rebautizado como Centro Dryden de Investigaciones de Vuelo el 26 de marzo de 1976, aunque el 1 de marzo de 2014 cuando el nombre fue cambiado de nuevo, llamándose desde entonces "Centro Neil A. Armstrong de Investigación de Vuelo".
- El cráter lunar Dryden lleva este nombre en su honor.
- La Zona de Pruebas Aeronáuticas Occidental en las instalaciones de la NASA recibió el nombre de "Hugh L. Dryden Aeronautical Test Range".[4]